# Fèlix Edo i Tena
Fèlix Edo i Tena   (Vilafranca, 23 de gener de 1981) és un professor i escriptor valencià.
Fèlix Edo exerceix com a professor en un institut públic, i també escriu sobre literatura, música i cinema en revistes com Debats o Serra d'Or. També publica textos als digitals de cultura Núvol o La Llança.
L'any 2016 va publicar la seva primera obra, El guardià de les trufes (Ed. Barcino), en la qual retrata la vida masovera a les comarques dels Ports i de l'Alt Maestrat durant la postguerra. La història, simple i efectiva, no deixa de ser una excusa per a mostrar-nos les vicissituds d’aquesta forma de vida, que Fèlix Edo ja havia analitzat en profunditat en articles a la revista Saó, i que aquí converteix en literatura rural i històrica. L'any 2021 publica la seva segona obra, Lluny de qualsevol altre lloc (Onada Edicions), un drama que indaga sobre els vaivens de la identitat i sobre com es formen els propòsits vitals.
L'any 2025 publica, com a coordinador, el llibre Dones cineastes: l’altra cara de l’espill (Onada Edicions), un recull d’articles que ens descobreixen dones cineastes d’arreu i de diferents èpoques amb l’objectiu bàsic de donar-les a conèixer. El llibre ens parla d’Alice Guy, Germaine Dulac, Elvira Notari, Esfir Xub, Leni Riefenstahl, Maya Deren, Kinuyo Tanaka, Ida Lupino, Agnès Varda, Chantal Akerman, Rita Azevedo, Claire Denis, Kathryn Bigelow, Kelly Reichardt, Charlotte Welles, Laura Citarella i Carla Simón.

## Obra publicada
- Dones cineastes: l’altra cara de l’espill. Benicarló: Onada Edicions, 2025.
- Lluny de qualsevol altre lloc. Benicarló: Onada Edicions, 2021.
- El guardià de les trufes. Barcelona: Barcino, 2016.